# Schwaderloh

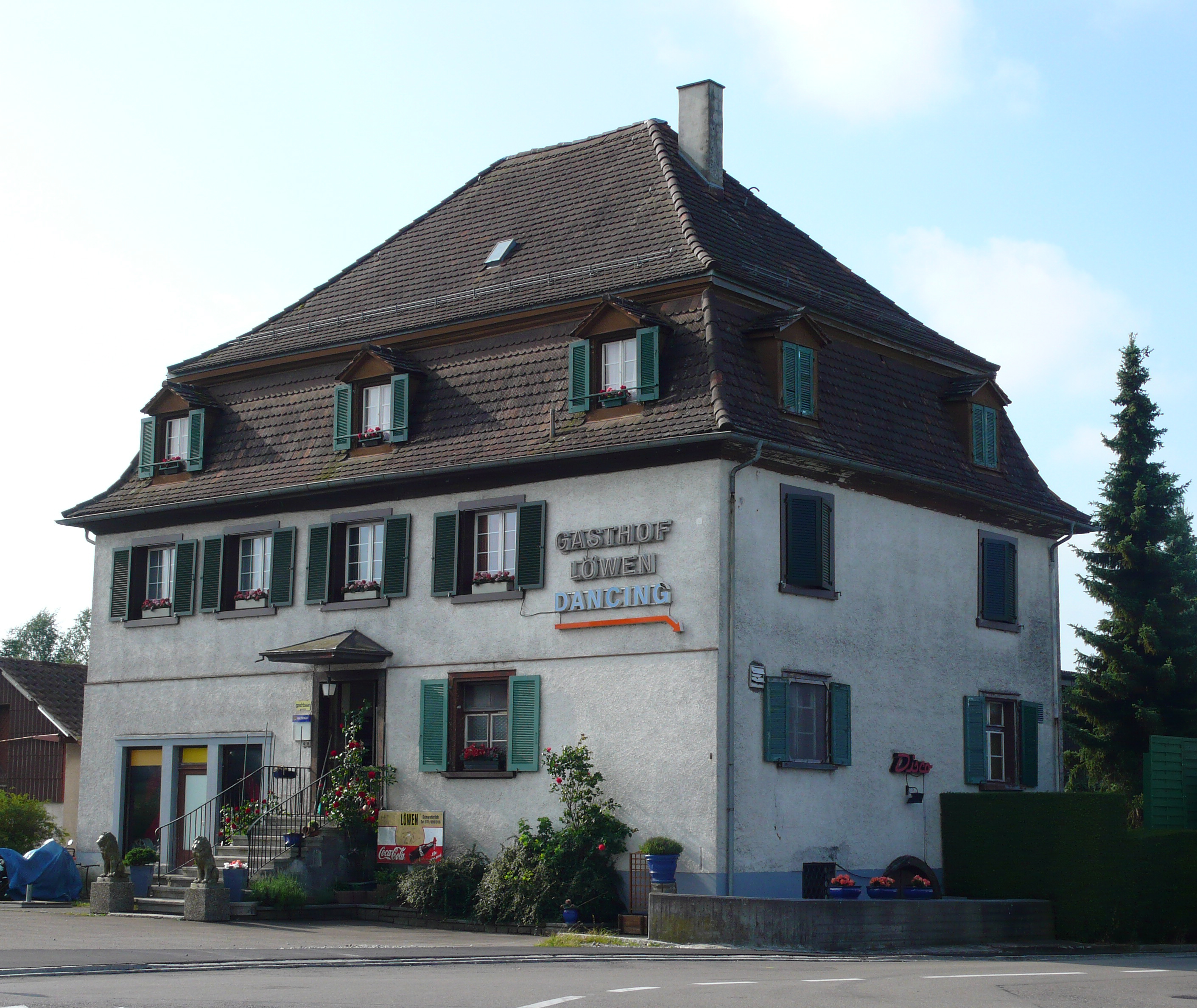
Restaurant «Löwen», Schwaderloh

Schwaderloh ist ein Weiler der früheren Ortsgemeinde Neuwilen im Kanton Thurgau, Schweiz, die 1996 mit sieben weiteren Ortsgemeinden zur neuen Gemeinde Kemmental wurde. Der Ort liegt auf 546 m ü. M. südlich der Städte Konstanz und Kreuzlingen.
An der Strasse nach Tägerwilen, bei der Autobahnbrücke Bäären-Moos ist ein Stein- und Findlingsgarten angelegt, mit etwa 30 Exponaten aus der letzten Eiszeit. Diese Steine und Findlinge wurden beim Bau der Autobahn geborgen.
Nördlich davon, am Seeufer bei Triboltingen, wurde 1499 die Schlacht bei Schwaderloh ausgetragen. Zur Erinnerung hieran werden alle 50 Jahre Freilichtspiele veranstaltet, zuletzt im Jahr 1999.